# Torneo del Inca
Le Torneo del Inca appelée parfois Copa Inca était une compétition de football organisée par l'Asociación Deportiva de Fútbol Profesional (ADFP), organisme autonome de la Fédération péruvienne de football (FPF).

## Histoire
La première édition du tournoi, en 2011, appelée à l'occasion Torneo Intermedio, est jouée suivant un système d'élimination directe et réunit trente-deux équipes (seize de première division, cinq de deuxième division et onze de Copa Perú, l'équivalent de la troisième division). Le José Gálvez FBC, de la ville portuaire de Chimbote, en est le vainqueur, ce qui lui donne le droit de disputer l'année suivante la Copa Federación face au champion de première division.
L'édition 2012 est annulée en raison de problèmes occasionnés par les droits de television des clubs de première division. L'Association professionnelle de football (ADFP), organisatrice du tournoi, propose alors que l'épreuve ait lieu tous les quatre ans, pour la faire coïncider avec la Copa América.
En 2014, le tournoi est ressuscité sous une autre appellation (Torneo del Inca) et un autre format où seuls les clubs de première division sont autorisés à y participer. L'Alianza Lima, club traditionnel de la capitale péruvienne, remporte cette deuxième édition et gagne le droit de disputer le tour préliminaire de la Copa Libertadores 2015.
Un troisième tournoi voit le jour l'année suivante comme préambule au championnat 2015. Les résultats de cette troisième édition ont une incidence directe sur le championnat puisque son vainqueur accède aux demi-finales dudit championnat. C'est l'Universidad César Vallejo, de la ville de Trujillo, qui s'octroie l'édition 2015, qui est aussi la dernière du tournoi qui n'est plus reconduit par l'ADFP.

## Palmarès(par édition)
| N° | Édition | Vainqueur                 | Score             | Finaliste                        | Lieu de la finale (stade + ville)                                     | Affluence |
| -- | ------- | ------------------------- | ----------------- | -------------------------------- | --------------------------------------------------------------------- | --------- |
| 1  | 2011    | José Gálvez FBC           | 7-3 (1-1 00006-2) | Sport Áncash                     | Estadio Rosas Pampa (Huaraz) Estadio Manuel Rivera Sánchez (Chimbote) | ?         |
|    | 2012    | Annulé                    | Annulé            | Annulé                           | Annulé                                                                | Annulé    |
| 2  | 2014    | Alianza Lima              | 3-3 (5-3tab)      | Universidad San Martín de Porres | Estadio Miguel Grau (Callao)                                          | 13 239    |
| 3  | 2015    | Universidad César Vallejo | 3-1               | Alianza Lima                     | Estadio Nacional (Lima)                                               | 35 520    |

## Statistiques

### Meilleurs buteurs
| N° | Édition | Buts | Buteurs                          | Clubs                            |
| -- | ------- | ---- | -------------------------------- | -------------------------------- |
| 1  | 2011    | 06   | Fabricio Lenci                   | Sport Áncash                     |
| 2  | 2014    | 12   | Luis Alberto Perea               | Universidad San Martín de Porres |
| 3  | 2015    | 07   | Lionard Pajoy Maximiliano Giusti | Unión Comercio León de Huánuco   |